# Mê
Pour les articles homonymes, voir Me.
Mê, parfois typographié Mé, est une commune rurale située dans le département de Péni de la province du Houet dans la région des Hauts-Bassins au Burkina Faso.

## Géographie
Mê se trouve à 20 km au sud du centre de Bobo-Dioulasso sur la falaise de Banfora.
En raison de la proximité de la ligne de chemin de fer allant à Ouagadougou, l'arrêt le plus proche de Mê est celui de la gare de Darsalamy en contrebas immédiat de la falaise.

## Éducation et santé
Le centre de soins le plus proche de Mê est le centre de santé et de promotion sociale (CSPS) de Matourkou, tandis que les hôpitaux de Bobo-Dioulasso assurent les soins plus importants.